# 野呂恭一
野呂 恭一（のろ きょういち、1919年11月30日 - 1995年3月6日）は、日本の政治家である。三重県議会議員、衆議院議員などを歴任した。

## 経歴
1919年（大正8年）生まれ。三重県飯南郡飯高町出身。父は宮前村長などを務めた野呂庫二郎。
東京高等師範学校卒業。戦後、三重県議会議員選挙への出馬を目指すも公職追放を受けた父・庫二郎にかわって27歳で三重県議会議員選挙に地元の飯南郡から立候補して当選し、県議会議員となった。自由民主党三重県連の幹事長などを歴任した後、1959年（昭和34年）には三重県議会議長に就任した。
その後、三重県議を辞職し1963年(昭和38年)の第30回衆議院議員総選挙に出馬し初当選。三木武夫に師事し、三木派に所属した。1971年(昭和46年)、第3次佐藤改造内閣で防衛政務次官に就任する。野呂の防衛政務次官在任時には沖縄返還が行われ、その交渉などに奔走した。1972年（昭和47年）には第2次田中内閣で法務政務次官に就任。1973年（昭和48年）、息子・野呂昭彦を秘書とした。
四十日抗争に際しては、三木や海部俊樹（後の内閣総理大臣）に従い福田赳夫に一票を投じた。1979年（昭和54年）、第2次大平内閣で厚生大臣に就任。1980年（昭和55年）のハプニング解散につながる内閣不信任決議案には三木らが欠席したにもかかわらず、石田博英らとともに敢然と出席し反対票を投じた。1983年(昭和58年)に肺がんが原因で64歳で政界を引退する。(後継は長男の野呂昭彦)
1990年（平成2年）、勲一等瑞宝章を受章した。
そのほかにも、衆議院商工委員会委員長や自由民主党副幹事長などを歴任した。また、厚生大臣や自由民主党の恩給制度調査会長を歴任するなど、恩給制度の整備に尽力した。

## 家族・親族
父　　野呂庫二郎(宮前村長)
長男　野呂昭彦（衆議院議員、厚生政務次官、松阪市長、三重県知事）
姪の夫は松阪市議会議長を務めた久保賢の長男。
甥は井村屋グループ元取締役の野呂昌彦。

## 主な著作
- 『恩給は倫理・共済は連帯―恩給と共済年金の改善のために』1978年  軍恩連盟全国連合会
- 『赤坂九丁目七番地―防衛政務次官のメモ』 1972年 永田書房